# Consejo Consultivo de la Comunidad de Madrid
La Comisión Jurídico Asesora de la Comunidad de Madrid es el órgano consultivo del Gobierno y Administración de la Comunidad de Madrid, así como de sus organismos autónomos y entidades de derecho público dependientes de la misma, con vigencia desde 2007.

## Historia y características
Fue creado en 2007 por el gobierno autonómico de Esperanza Aguirre. Estaba encargado de velar por la observancia de la Constitución Española, del Estatuto de Autonomía de la Comunidad de Madrid y del resto del ordenamiento jurídico. Se otorgó la condición de consejero permanente vitalicio con posibilidad de incorporarse en cualquier momento a los expresidentes autonómicos, como Joaquín Leguina, Alberto Ruiz-Gallardón, o Ignacio González González. Fue disuelto en diciembre de 2015 por el gobierno autonómico de Cristina Cifuentes.
Tuvo su sede en el número 6 de la Gran Vía madrileña.
Las prebendas por pertenecer a este organismo público, consistían en una nómina mensual de 8.500 euros, coche oficial con chofer, secretaria particular y un despacho en la sede. Con la supresión del Consejo Consultivo, la Comunidad de Madrid se ahorró 2,3 millones de euros anuales.

### Comisión Jurídico Asesora
La Comisión Jurídica Asesora fue creada por la Ley 7/2015, de 28 de diciembre, con motivo de la supresión del Consejo Consultivo de la Comunidad de Madrid.